# Xanthoria elegans
Xanthoria elegans és una espècie de liquen. S'identifica pel seu color taronja brillant o la pigmentació vermella i pel fet de créixer sobre les pedres sovint prop dels nius d'ocells o dels caus de rosegadors. La seva distribució és circumpolar i alpina. Va ser un dels primers líquens que es van usar per determinar l'edat de les construccions fetes amb pedres (liquenometria). Es fa servir com organisme model (respecte a la contaminació atmosfèrica) i és una planta medicinal.
Xanthoria elegans va ser descrita per Johann Heinrich Friedrich Link com Lichen elegans el 1791, i va passar al gènere Xanthoria per Theodor Magnus Fries (fill d'Elias Magnus Fries) el 1860.